# Língua bemba

A língua bemba, também conhecida como chibemba, chiwemba e wemba, é uma língua bantu falada principalmente na Zâmbia, ainda que também seja utilizada, em menor escala, na República Democrática do Congo, Tanzânia e Botswana.
Originária da etnia homônima, o bemba e seus dialetos são falados e entendidos por uma importante percentagem da população da Zâmbia. Estima-se que, apenas naquele país, mais de três milhões de pessoas utilizam bemba como língua nativa, junto a outra importante parcela que a utiliza como segunda língua. O bemba é utilizado como lingua franca em todas as cidades de Zâmbia, onde, segundo os etnólogos, "tem maior status social que os demais idiomas, exceto o inglês". O idioma segue a estrutura SVO (Sujeito-Verbo-Objeto), e seu estudo formalizou-se em 1907, quando missionários publicaram a primeira gramática bemba. Este idioma foi selecionado pela administração colonial de então, junto ao lozi, nyanja e tonga, como as línguas para se comunicar com as populações indígenas da região.
Atualmente, esse idioma encontra-se muito fragmentado em dialetos, ainda que exista a tendência de impor o dialeto conhecido como bemba central nos meios de comunicação e em textos educativos. O bemba chamou a atenção do mundo Linux graças à distribuição Ubuntu, cuja pronúncia corresponde a uma palavra nesse idioma, significando "humanidade para os demais".